# Національний дивізіон Болгарії з футболу
Національний дивізіон з футболу (болг. Национална футболна дивизия) — національне змагання з футболу в Болгарії, наступник Державної першості. Було проведено три розіграші між 1937 і 1940 роками.
Це була перша спроба створити повноцінний національний чемпіонат, що б проводився за круговим принципом, через що формат був вперше переведений на систему осінь-весна. Однак через ряд проблем та суперечок 1940 року він був скасований і натомість відновлена Державна першість, що розігрувалась за олімпійською системою

## Формат
У чемпіонаті бере участь 10 команд, які зустрічаються один з одним по разу вдома та в гостях, таким чином провівши за сезон 18 матчів. За перемогу нараховується 2 очки, 1 — за нічию і 0 за поразку. Команда, що після 18 туру має найбільше очок стає чемпіоном країни. У разі рівності в очках лідер визначається за кращою різницею голів.
Останні дві команди таблиці в кінці сезону вилітають до своїх чемпіонатів спортивної області. На їх заміну приходять дві нові команди, переможці кваліфікації серед чемпіонів усіх спортивних областей, кількість яких зростає з 14 до 16 після відокремлення Балканської з Тирновської та Пиринської з Рильської.

## Історія
До створення Національного дивізіону чемпіон Болгарії визначався в Державній першості, турнірі на виліт за участю чемпіонів усіх спортивних областей.
У середині вересня 1937 року Болгарська національна федерація спорту (БНСФ) вирішила перейти до більш сучасної формули, створивши Національний футбольний дивізіон. До нього мали увійти вісім команд:
- три найкращі команди чемпіонату Софійської спортивної області минулого сезону
- перші дві з Варненської спортивної області минулого сезону
- по одній від Пловдивської («Ботев» (Пловдив)), Русенської («Левські» (Русе)) та Тунджанської («Георгій Дражев» (Ямбол), який замінив переможця Приморської області «Чорноморець» (Бургас), оскільки приморський клуб не мав необхідного стадіону).

Втім ще до початку змагання кількість учасників турніру було збільшено до 10. Додано четверту команду в Софії — «Славія» (Софія) та таки допущено «Чорноморець». За регламентом, в кінці сезону останні дві команди в турнірній таблиці виключались.
Перші матчі були зіграні 17 жовтня 1937 року. На початку інтерес був набагато вищим у регіонах, ніж у столиці. Втім великою проблемою стали витрати на проїзд по країні для клубів, хоча влада і надала гравцям знижку в 65 % на квитки БДЖ.
Інша проблема — суддівство і, зокрема, безпека арбітрів. На початку ситуація в Русе видавалась найсерйознішою. Згодом у Ямболі спалахнув великий скандал у матчі місцевого «Георгя Дражева» з «Ботевим» (Пловдив), де софійського суддю Николу Барутчийського побили під час зустрічі. Неспокійно також було у Варні, де пролилась кров у міському дербі між «Тичею» та «Владиславом». В результаті суддівська колегія (ФРК) відмовилась надсилати бригади в місто. Криза була тимчасово подолана в середині грудня 1938 року після втручання БНСФ. Згодом конфлікт знову розгорівся на початку сезону 1939/40, коли судді розпочали загальний страйк — знову ж таки з міркувань безпеки. Врешті-решт, БНСФ зумів погасити і цю напругу.
У 1940 році виникла нова проблема через те, що в чемпіонаті опинилось аж 7 софійських команд, залишаючи іншим частинам країни лише 3 місця. Це призвело до прийняття рішення щодо скорочення чемпіонату до 8 команд, з яких лише 3 з Софії, 2 з Варни та не більше одного з решти Спортивних областей.
Виходячи з цього, новий НФД складався з:
- трьох найкращих софійських команд сезону 1939/40 — ЖСК (Софія), «Левські» (Софія) та «Славія» (Софія). Таким чином інші 3 команди із Софії були виключені з ліги, а «Ботеву» (Софія) відмовили у підвищенні)
- двох варненських команд — «Тича» та «Владислав». Таким чином врятувавши «Владислав», що посів останнє 10 місце, від вильоту)
- та по одній від інших спортивних областей:
  - «Спортклуб» (Пловдив), через який відмовили у підвищенні «Ботеву» (Пловдив)
  - Напредак (Русе), що замінив «Левські» (Русе), яке мало б уникнути вильоту, але було виключено з БНСФ до 1943 року через те, що не з'явилось на фінал Царського кубка 1939/40;
  - ще одна невідома команда[2].

Це викликало величезні невдоволення у софійських клубів, і хоча щонайменше 2 матчі «нової версії» НФД було зіграно, врешті-решт у середині жовтня Національний футбольний дивізіон був закритий, і чемпіон знову став визначатись у Державній першості

## Чемпіони Болгарії
| Рік     | Переможець     | Друге             | Третя          | Найкращий бомбардир | Клуб            | Голів          |
| ------- | -------------- | ----------------- | -------------- | ------------------- | --------------- | -------------- |
| 1939/40 | ЖСК (Софія)    | Левські Софія)    | Славія (Софія) | Янко Стоянов        | Левський Софія) | 14 (18 матчів) |
| 1938/39 | Славія (Софія) | Владислав (Варна) | Тича (Варна)   | Георгій Пачеджиєв   | AC-23 (Софія)   | 14 (18 матчів) |
| 1937/38 | Тича (Варна)   | Владислав (Варна) | Шипка (Софія)  | Крум Мілев          | Славія (Софія)  | 12 (18 матчів) |

### За командою
Примітка: Команди, виділені курсивом, більше не існують.
| Команда           | Чемпіон | Віце-чемпіон | ІІІ місце (півфінал) | Сезон                     |
| ----------------- | ------- | ------------ | -------------------- | ------------------------- |
| Славія (Софія)    | 1       | 0            | 1                    | 1937/38, 1938/39, 1939/40 |
| Тича (Варна)      | 1       | 0            | 1                    | 1937/38, 1938/39          |
| ЖСК (Софія)       | 1       | 0            | 0                    | 1939/40                   |
| Владислав (Варна) | 0       | 2            | 0                    | 1938/39                   |
| Левські (Софія)   | 0       | 1            | 0                    | 1939/40                   |
| Шипка (Софія)     | 0       | 0            | 1                    | 1937/38                   |

#### По містах
| Місце | Місто | Чемпіонств | Команди                     |
| ----- | ----- | ---------- | --------------------------- |
| 1     | Софія | 2          | Славія (1), ЖСК (Софія) (1) |
| 2     | Варна | 1          | Тича* (1)                   |

- Клуб Черно море (Варна) був створений внаслідок об'єднання клубів «Тича» і «Владислав» і переймає історію та титули «Тичі».

## Підсумкова таблиця Національної футбольної дивізії
| \| М \| Команда \| С \| М \| В \| Н \| П \| Г \| О \| \| -- \| ---------------------- \| - \| -- \| -- \| -- \| -- \| ------- \| -- \| \| 1 \| Славія (Софія) \| 3 \| 52 \| 28 \| 9 \| 17 \| 90:75 \| 65 \| \| 2 \| Тича (Варна) \| 3 \| 52 \| 24 \| 16 \| 14 \| 61:59 \| 64 \| \| 3 \| Левські (Софія) \| 3 \| 52 \| 24 \| 10 \| 20 \| 88:69 \| 58 \| \| 4 \| ФК 13 (Софія) \| 3 \| 52 \| 20 \| 16 \| 18 \| 96:86 \| 56 \| \| 5 \| Владислав (Варна) \| 3 \| 52 \| 20 \| 15 \| 20 \| 82:66 \| 55 \| \| 6 \| Шипка (Софія) \| 3 \| 52 \| 21 \| 12 \| 21 \| 86:76 \| 54 \| \| 7 \| Левські (Русе) \| 3 \| 52 \| 17 \| 15 \| 22 \| 68:75 \| 48 \| \| 8 \| АС 23 (Софія) \| 2 \| 36 \| 19 \| 3 \| 14 \| 79:52 \| 41 \| \| 9 \| Спортклуб (Пловдив) \| 2 \| 36 \| 12 \| 13 \| 11 \| 45:45 \| 37 \| \| 10 \| ВАТ (Софія) \| 1 \| 18 \| 10 \| 3 \| 5 \| 31:27 \| 23 \| \| 11 \| Чорноморець (Бургас) \| 2 \| 34 \| 4 \| 8 \| 24 \| 47: 101 \| 16 \| \| 12 \| Ботев Пловдив) \| 2 \| 16 \| 5 \| 2 \| 11 \| 28:44 \| 12 \| \| 13 \| Георгій Дражев (Ямбол) \| 1 \| 16 \| 3 \| 4 \| 11 \| 18:44 \| 10 \| | Легенда: - М — місце в рейтингу; - Команда — назва команди; - C — кількість сезонів - M — загальна кількість матчів, зіграних за цей період; - В — загальна кількість перемог - Н — загальна кількість нічиїх - П — загальна кількість поразок - Г — загальна кількість забитих та пропущених голів (включаючи голи у технічних перемогаї та поразках); - О — загальна кількість зароблених очок (2 очки присуджувались за перемогу та 1 за нічию) |   |    |    |    |    |         |    |
| М | Команда | С | М  | В  | Н  | П  | Г       | О  |
| 1 | Славія (Софія) | 3 | 52 | 28 | 9  | 17 | 90:75   | 65 |
| 2 | Тича (Варна) | 3 | 52 | 24 | 16 | 14 | 61:59   | 64 |
| 3 | Левські (Софія) | 3 | 52 | 24 | 10 | 20 | 88:69   | 58 |
| 4 | ФК 13 (Софія) | 3 | 52 | 20 | 16 | 18 | 96:86   | 56 |
| 5 | Владислав (Варна) | 3 | 52 | 20 | 15 | 20 | 82:66   | 55 |
| 6 | Шипка (Софія) | 3 | 52 | 21 | 12 | 21 | 86:76   | 54 |
| 7 | Левські (Русе) | 3 | 52 | 17 | 15 | 22 | 68:75   | 48 |
| 8 | АС 23 (Софія) | 2 | 36 | 19 | 3  | 14 | 79:52   | 41 |
| 9 | Спортклуб (Пловдив) | 2 | 36 | 12 | 13 | 11 | 45:45   | 37 |
| 10 | ВАТ (Софія) | 1 | 18 | 10 | 3  | 5  | 31:27   | 23 |
| 11 | Чорноморець (Бургас) | 2 | 34 | 4  | 8  | 24 | 47: 101 | 16 |
| 12 | Ботев Пловдив) | 2 | 16 | 5  | 2  | 11 | 28:44   | 12 |
| 13 | Георгій Дражев (Ямбол) | 1 | 16 | 3  | 4  | 11 | 18:44   | 10 |